# Ismael Navarro
Ismael Navarro Sánchez (ur. 15 sierpnia 1985) – hiszpański zapaśnik walczący w stylu klasycznym. Zajął siedemnaste miejsce na mistrzostwach świata w 2015. Piętnasty na mistrzostwach Europy w 2009. Czternasty na igrzyskach europejskich w 2015. Piąty na igrzyskach śródziemnomorskich w 2009 i jedenasty w 2013. Mistrz śródziemnomorski w 2016 i trzeci w 2015 roku.